# Megascelis
Megascelis là một chi bọ cánh cứng trong họ Chrysomelidae.
Chi này được miêu tả khoa học năm 1826 bởi Sturm.

## Các loài
Các loài trong chi này gồm:
- Megascelis altamira Tiape Gomez & Savini, 2001
- Megascelis anisobia Tiape Gomez & Savini, 2001
- Megascelis carbonera Tiape Gomez & Savini, 2001
- Megascelis fissurata Tiape Gomez & Savini, 2001
- Megascelis fusipes Tiape Gomez & Savini, 2001
- Megascelis miranda Tiape Gomez & Savini, 2001
- Megascelis proteus Tiape Gomez & Savini, 2001
- Megascelis yepezi Tiape Gomez & Savini, 2001